# ゲーリー (インディアナ州)

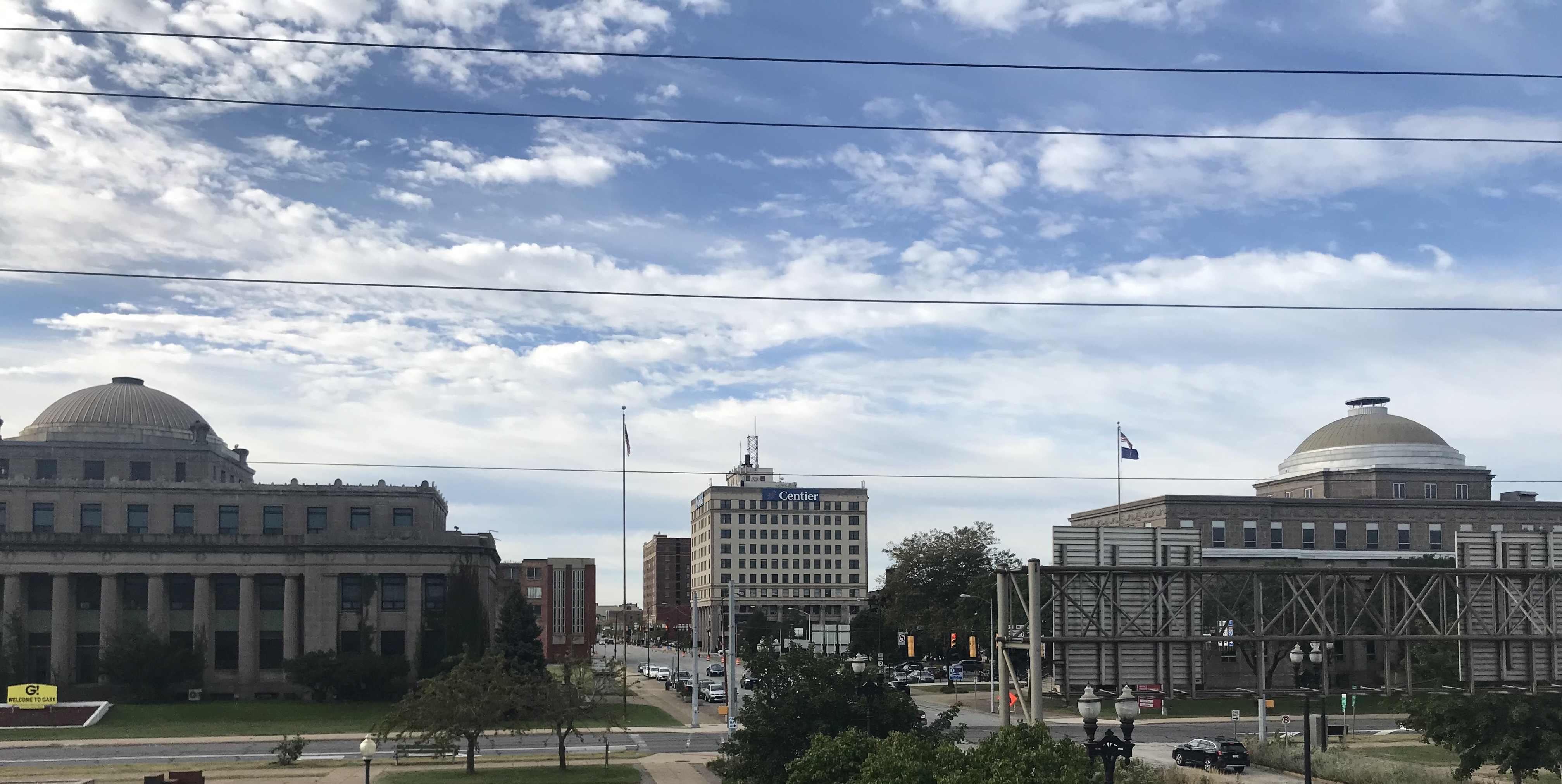
ダウンタウン

ゲイリー、ゲアリー（Gary [ɡɛəri]）はアメリカ合衆国インディアナ州北西部のレイク郡にある工業都市。人口は6万9093人（2020年）。イリノイ州に近く、シカゴから約50kmの距離に位置する。

## 歴史

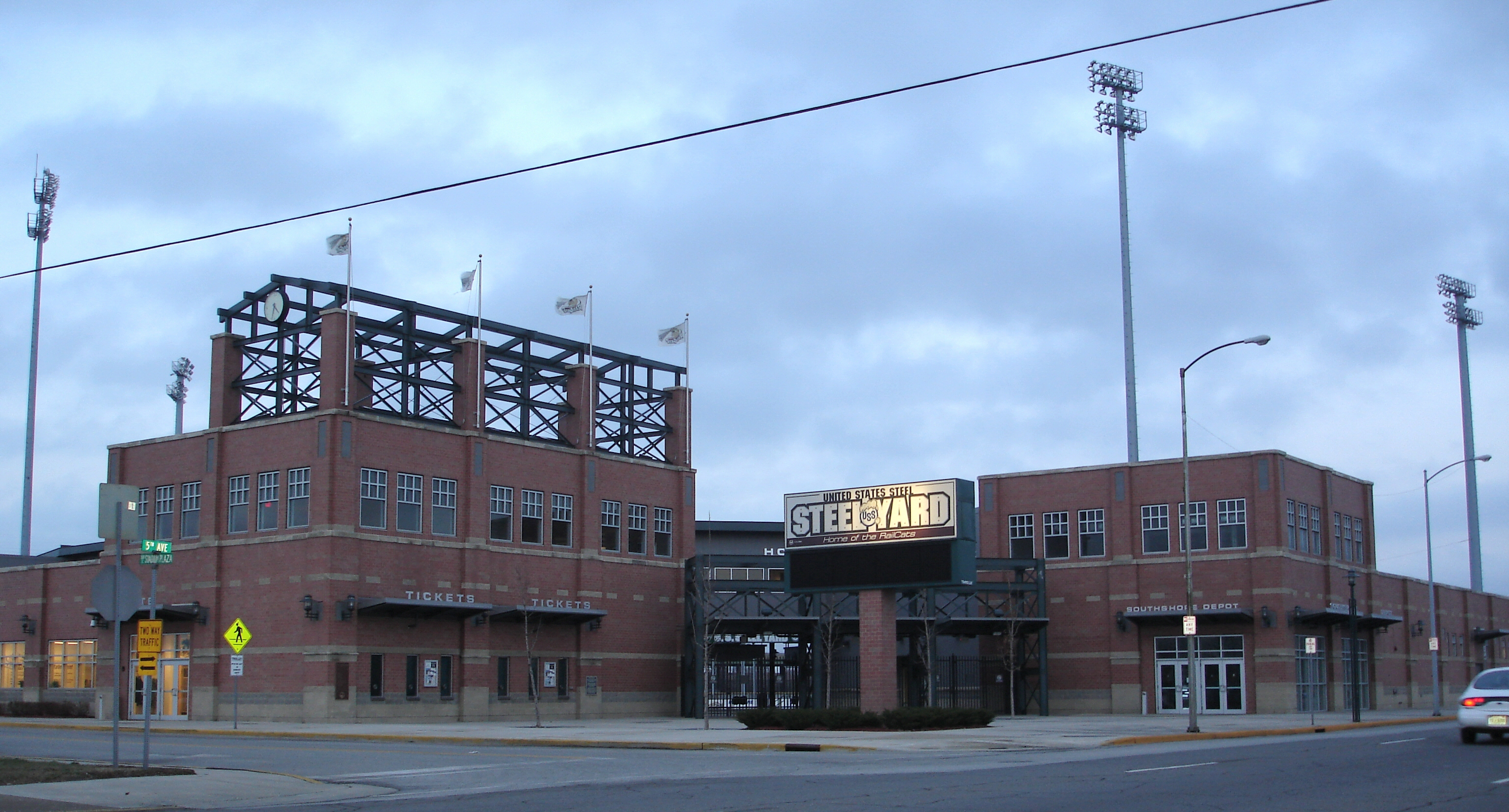
USスチールヤード野球場

ゲーリーは1906年、USスチール社が同地に新工場「ゲーリー製鉄所」を設立したことによって誕生した。市名は同社の社長の名にちなんでいる。以来、同市はアメリカ合衆国における製鉄業の隆盛と共に隆盛を迎えた。
全米の人口100,000人以上の都市の中では、同市は黒人人口率が最も高い都市である。1972年に全米最初の黒人市長を生み出した市のひとつでもある。
しかし、ゲーリーの凋落もまた、製鉄業と運命を共にするように訪れた。その原因は、1960年代に全米の多くの都市同様、レイオフで大量の失業者が出たことであった。USスチール社は現在でも主要な製鉄企業であり、同市の雇用を支えているが、環境汚染が酷かったこともあり、同市は主要なニュー・ビジネスを誘致することに失敗した。1990年代にはミシガン湖畔にカジノがあった。今日においても、同市は失業・財政問題・犯罪といったさまざまな都市問題を抱えている。
シカゴ第3空港の構想が持ちあがったとき、ゲーリーは他のどの候補地よりもシカゴのダウンタウンに近いということから、有力な候補地であった。具体的にはゲーリー・シカゴ国際空港を拡張することによってシカゴ第3空港としての役割を果たすというもので、シカゴ・ゲーリー両市の市長が後押しした。しかし、税収面でイリノイ州政府との対立があり、決着はついていない。

## 地理

レイク郡内の位置

ゲーリーはミシガン湖に面している。座標は、北緯41度34分51秒 西経87度20分44秒 / 北緯41.58083度 西経87.34556度 。
アメリカ合衆国統計局によると、ゲーリー市は総面積148.3 km2 （57.2 mi2） である。このうち130.1 km2 （50.2 mi2） が陸地で18.2 km2 （7.0 mi2） が水域である。総面積の15.03%が水域となっている。

### 近郊
- Aetna
- Ambridge
- Black Oak
- Brunswick
- Glen Park
- Midtown
- Miller
- Tolleston

## 関係者
- マイケル・ジャクソン、ジャネット・ジャクソンらジャクソンファミリーの出身地である。マイケル・ジャクソンは、法的トラブルを抱える以前、市内に芸術劇場の建設を計画していたが実現しなかった。
- ノーベル賞経済学者ポール・サミュエルソンの出身地[3]。

## 教育
インディアナ大学システムの地域分校、インディアナ大学ノースウエスト校の本拠地である。

## メディア
ゲーリー市は元々ゲーリーに事務所があった Post-Tribune 、及び前 Hammond Times と知られていた Times という、別都市を本拠地としている2つの新聞によってサービスされている。Times の事務所及び施設がマンスターにあるのに対して、 Post-Tribune はw:Merrillville, Indiana を本拠地としている。
w:WPWR-TV (Ch.50) はシカゴのマイネットワークTV系列だが、ゲーリーでの認可を受けている。スタジオ及び送信機はシカゴ市内のWFLD-TV'sと共有し、WPWRと同様に、WFLDはw:Fox Television Stationsによって所有されている。ゲーリーで認可を受けているPBS会員局、WYIN (Ch.56) がある。この局のスタジオは Merrillville にある。
WWCA (AM 1270) は現在 カトリック系Relavant Radio ネットワークからの番組提供による、Relavant Radio が所有及び運営するラジオ局である。WLTH (AM 1370) はトーク番組の提供を受けていて、Pluria Marshall Jr. によって所有されている。WGVE (FM 88.7) は Gary Community School Corporation によって所有されていて、教育施設として使用されている。プログラムは Gary Career Center で放送する番組として学生によって管理されている。WGVE はまた NPR番組に限定して放送を行っている。

## 人口動静
人口推移
- 1960年: 178,320人
- 1970年: 175,415人
- 1980年: 151,968人
- 1990年: 116,646人
- 2000年: 102,746人
- 2010年: 80,294人
- 2020年: 69,093人

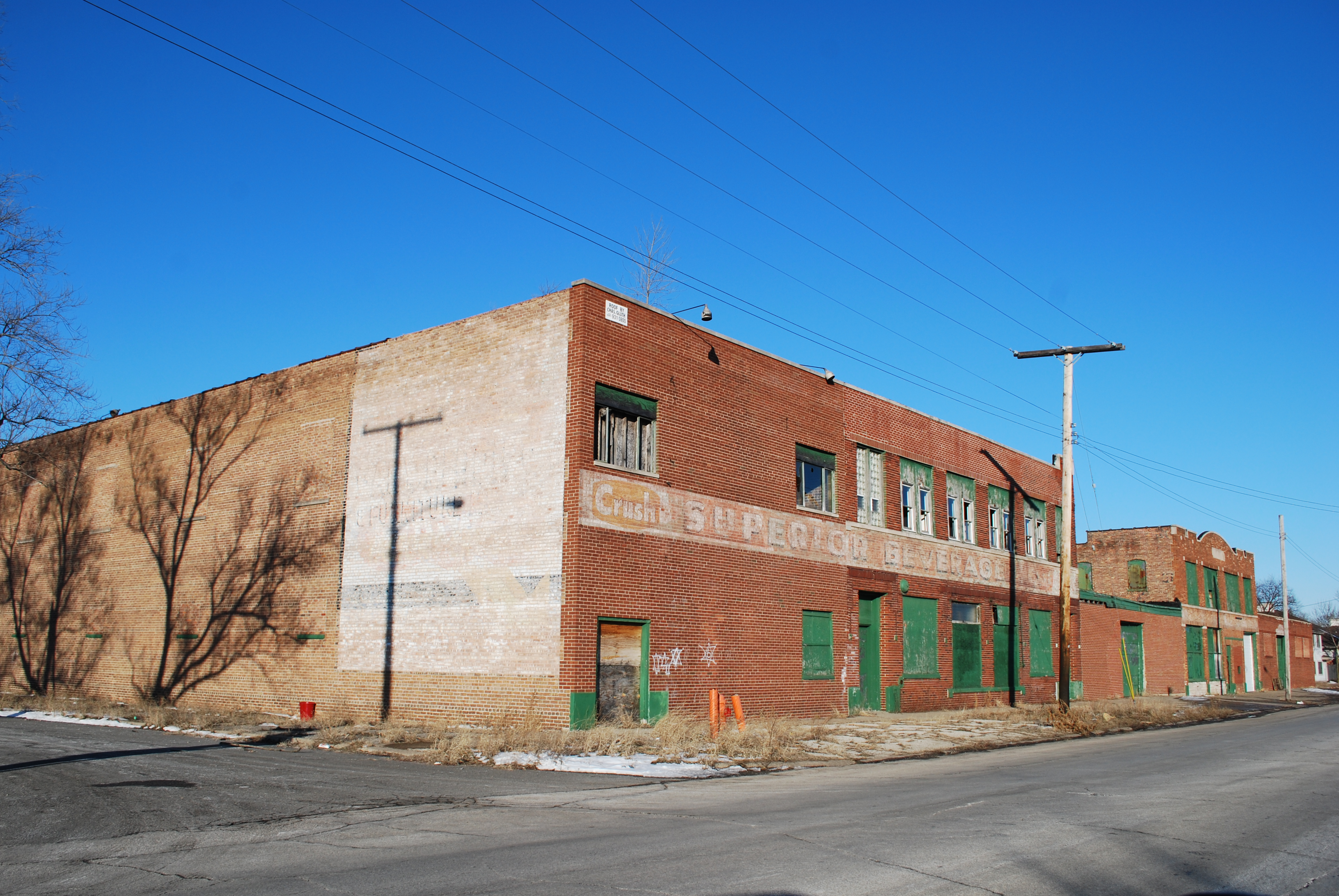
街並み 1

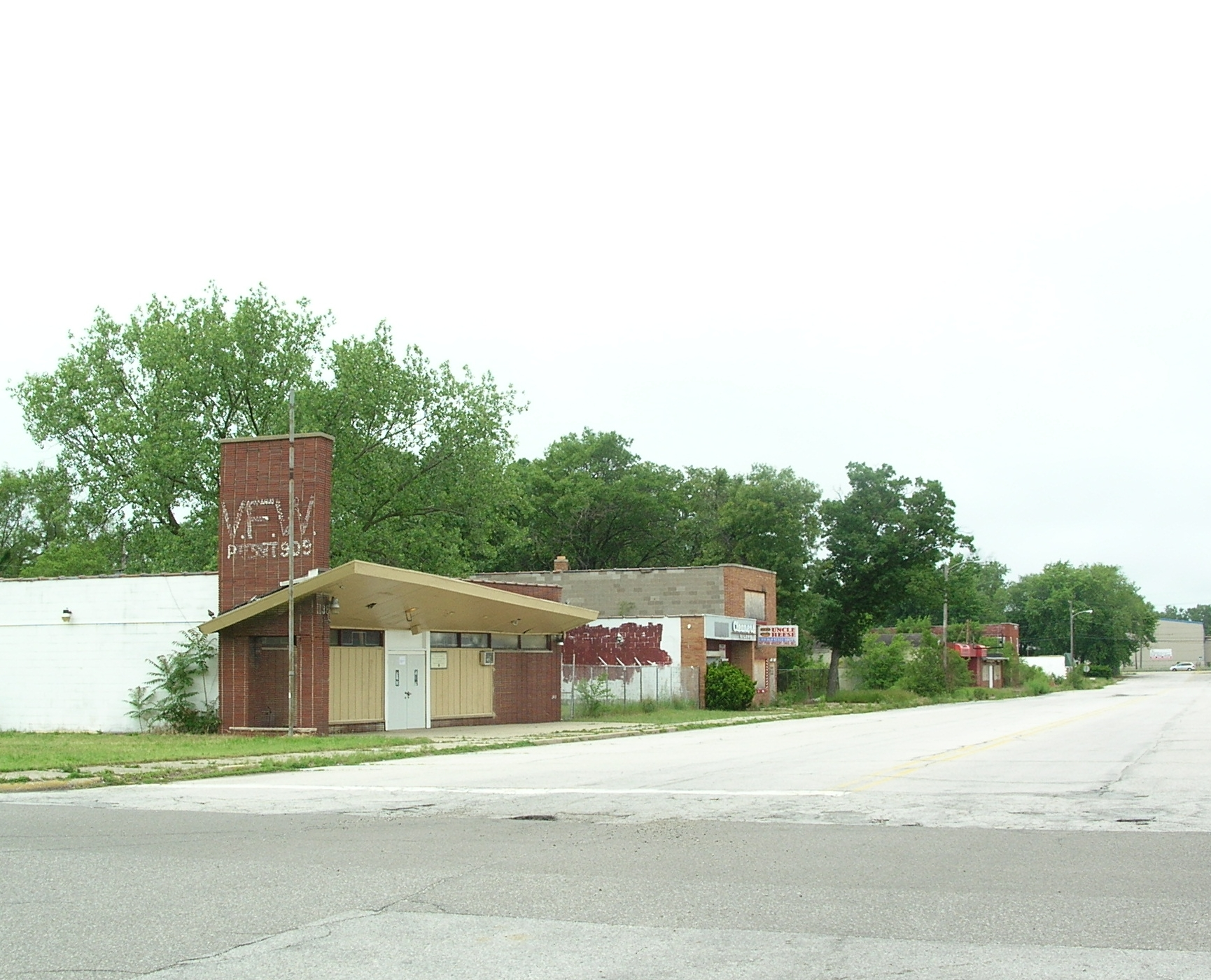
街並み 2

以下は2000年国勢調査における人口統計データである。
| 基礎データ - 人口: 102,746人 - 世帯数: 38,244世帯 - 家族数: 25,623家族 - 人口密度: 789.8人/km2（2,045.5人/mi2） - 住居数: 43,630軒 - 住居密度: 335.4軒/km2（868.6軒/mi2） 人種別人口構成 - 白人: 11.92% - アフリカ系アメリカ人: 84.03% - ネイティブ・アメリカン: 0.21% - アジア人: 0.14% - 太平洋諸島系: 0.02% - その他の人種: 1.97% - 混血: 1.71% - ヒスパニック・ラテン系: 4.93% 年齢別人口構成 - 18歳未満: 29.9% - 18-24歳: 10.1% - 25-44歳: 25.1% - 45-64歳: 22.2% - 65歳以上: 12.8% - 年齢の中央値: 34歳 - 性比（女性100人あたりの男性の人口） - 総人口: 84.6 - 18歳以上: 78.0 | 世帯と家族（対世帯数） - 18歳未満の子供がいる: 31.2% - 結婚・同居している夫婦: 30.2% - 未婚・離婚・死別女性が世帯主: 30.9% - 非家族世帯: 33.0% - 単身世帯: 28.9% - 65歳以上の老人1人暮らし: 9.4% - 平均構成人数 - 世帯: 2.66 - 家族: 3.28 収入と家計 - 収入の中央値 - 世帯: 27,195米ドル - 家族: 32,205米ドル - 性別 - 男性: 34,992米ドル - 女性: 24,432米ドル - 人口1人当たりの収入: 14,383米ドル - 貧困線以下 - 対人口: 25.8% - 対家族数: 22.2% - 18歳未満: 37.9% - 65歳以上: 14.1% |

## 治安
| インディアナ州ゲーリー市 危険度ランキング推移 （モーガン・クイットノー社発表） |      |
| 1997年                                                                         | 1位  |
| 1998年                                                                         | 1位  |
| 1999年                                                                         | 6位  |
| 2000年                                                                         | 6位  |
| 2001年                                                                         | 5位  |
| 2002年                                                                         | 4位  |
| 2003年                                                                         | 10位 |
| 2004年                                                                         | 5位  |
| 2005年                                                                         | 9位  |

ゲーリーは全米有数の犯罪都市として悪名が高い。モーガン・クイットノー社の調査では、同市は1997年・1998年と2年連続で「全米で最も危険な都市である」と報告された。現在は改善傾向にはあるものの、依然として犯罪発生率は高く、同社2005年の調査ではワースト9位である。

### 公式
- City of Gary（英語版）
- Gary/Chicago International Airport（英語版）
- Gary Community School Corporation（英語版）

### メディア
- The Post-Tribune（英語版）
- The Times（英語版）
- WWCA Radio（英語版）
- WPWR-TV Gary - My50Chicago（英語版）

### 地図
- Google ローカル（日本語版）